# Spezzano Albanese
Spezzano Albanese (in Arbëresh, IPA: [ar'bəreʃ]: Spixanë) ist eine von Arbëresh (IPA: [ar'bəreʃ]) gegründete  italienische Gemeinde in der Provinz Cosenza in Kalabrien mit 6553 Einwohnern (Stand 31. Dezember 2023).

## Lage und Daten
Spezzano Albanese liegt etwa 51 Kilometer nördlich von Cosenza am Unterlauf des Flusses Crati. Die Nachbargemeinden sind Cassano allo Ionio, Castrovillari, Corigliano-Rossano, San Lorenzo del Vallo, Tarsia, Terranova da Sibari. Die Ortsteile sind Spezzano Albanese Scalo und Spezzano Albanese Terme.

## Geschichte

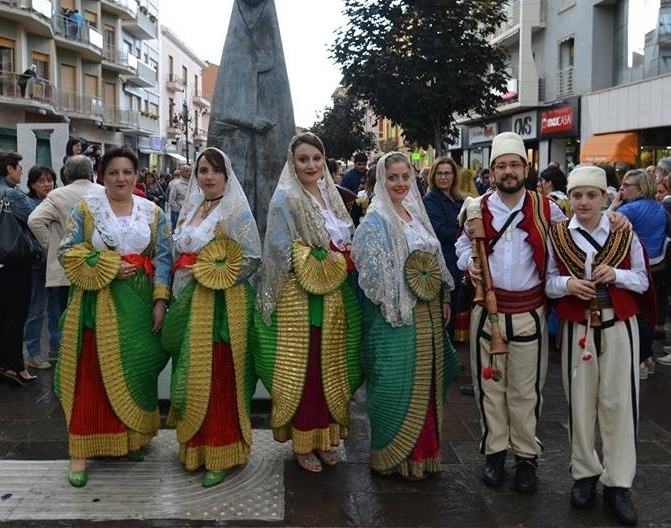
Bewohner mit albanischen Trachten

Spezzano Albanese wurde um 1478 von albanischen Flüchtlingen (Arbëresh) gegründet und wird heute noch ausschließlich von alteingesessenen ethnischen Albanern bewohnt.

## Verkehr
Der Ort hat einen Bahnhof an der Bahnstrecke Cosenza–Sibari und war Ausgangspunkt der nach Lagonegro führenden Schmalspurbahn. Zudem führte die Waldbahn Zoccalia zur benachbarten Ortschaft Firmo und weiter zur Endstation Lungro.

## Sehenswürdigkeiten

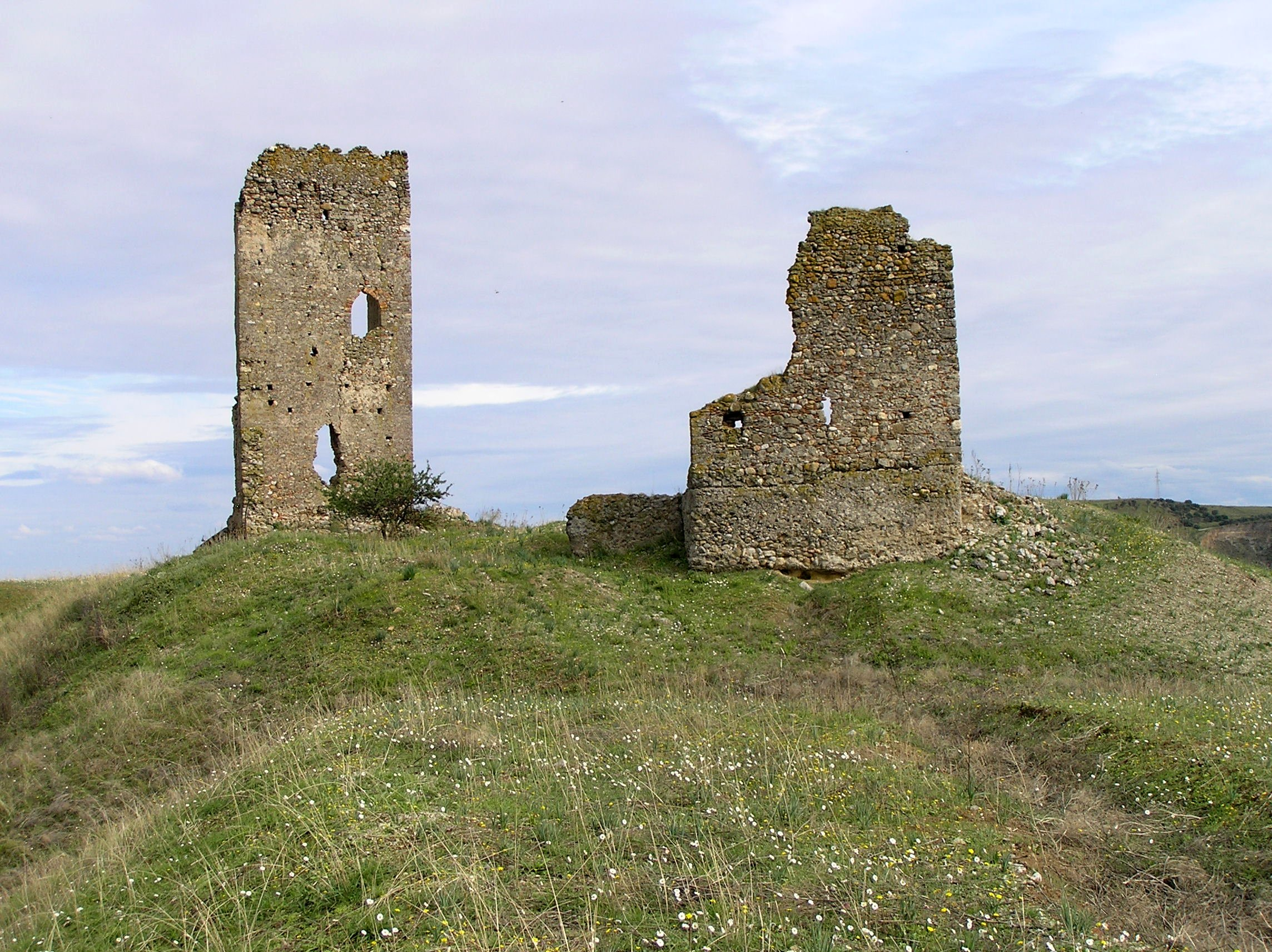
Burgruine in Spezzano Albanese Scalo

Der Ort ist ein Thermalort mit Quellen.

## Persönlichkeiten
- Gennaro Cassiani (1903–1978), Politiker
- Antonio Lucibello (* 1942), Erzbischof von Thurio und Nuntius in der Türkei und Turkmenistan